# مير
مير (بالروسية: Мир) وتعني العالم أو السلام. كانت محطَّة فضائية مأهولة أطلقها وتحكَّم في تشغيلها الاتحاد السوفيتي ومن ثمَّ روسيا بعدما سقط الاتحاد السوفيتي.أُطلقت عام 1986 إلى أن هوت واحترقت في الغلاف الجوِّي عام 2001. دارت في المدار الأرضي المُنخفض لأخذ المُلاحظات الفلكيَّةوكانت أول محطة فضائيَّة تألّفت من وحدات مختلفة جُمعت في الفضاء مكوّنة المحطة الفضائيَّة الروسية. كان حجم كتلتها أكبر من حجم كتلة أي مركبة فضائيَّة أُخرى واعتُبرت في ذلك الوقت بأنَّها من أكبر الأقمار الاصطناعيَّة التي صنعها الإنسان في المدار. بعد تدهور مدار محطة مير الروسيَّة كانت محطة الفضاء الدولية هي خليفتها في المدار. احتوت محطة مير الفضائيَّة على مختبر بحث الجاذبية الأرضِّية والذي أُجري فيه تجارب علميَّة في علم الأحياء، علم الأحياء البشري، الفيزياء، علم الفلك وعلم الأرصاد الجوية بالإضافة إلى تجارب في أنظمة المركبات الفضائيَّة والتي كان الهدف منها هي تطوير التقنيات اللازمة لاحتلال الفضاء بشكلٍ دائم.
كانت مير أول محطة مأهولة للقيام بالبحوث العلميَّة طويلة الأمد في المدار وفي ذلك الوقت كانت قد حقَّقت رقمًا قياسيًّا لأطول مدَّة وجود للإنسان في الفضاء وهي 3,644 يوم إلى أن تعدَّتها محطة الفضاء الدوليَّة وحطَّمت رقمها القياسي في 23 أكتوبر من عام 2010. وكذلك حقَّقت هذه المحطة وجود أطول مدَّة للطبيب ورائد الفضاء الرُّوسي فاليري بولياكوف والذي أمضى فيها 437 يومًا و18 ساعة من عام 1994 إلى 1995. خدمت هذه المحطة البشريَّة لمدة 12 سنة ونصف من أصل خمسة عشرة سنة من عُمرها المُتوقَّع. كان بإمكان محطة مير استقبال ثلاثة من رواد الفضاء وأكثر من هذا العدد في حال كان الزائرون سيبقون لمدة قصيرة فقط.
مع نجاح برنامج ساليوت الروسي اعتُبرت مير هي الأُخرى أحد الصروح العظيمة التي أنشأها الاتحاد السوفيتي في مجال الفضاء. في عام 1986 أُرسلت أول وحدات محطة مير الروسيَّة والقاعدة الأساسيَّة لها وهي قاعدة مير الأساسية وتبعتها بعد ذلك ستُّ وحدات أُخرى ليُشكِّلوا جميعًا وهُم مجتمعين المحطَّة الفضائيَّة مير. أُرسلت جميع وحدات مير إلى الفضاء الخارجي عن طريق صاروخ بروتون ماعدا وحدة الالتحام التي أُرسلت للفضاء في عام 1995 عن طريق مكوك فضائي في رحلة الإطلاق STS-74. بعد اكتمال بنائها أصبحت المحطة بأكملها تتكون من سبع وحدات مضغوطة وعدة أجزاء منها غير مضغوطة. كانت المحطة تعمل بصفوف من الألواح الضوئيَّة الجهديَّة المرتبطة بوحدات المحطة الفضائيَّ وقد حافظت مير على ثبات ارتفاع مدارها في الفضاء بين 296 كم (184 ميل) و421 كم (262 ميل) بمعدل سُرعة 27,700 كم/ساعة (17200 ميل/الساعة) وبتلك السرعة فقد كانت عدد جميع مداراتها 15.7 مدار في اليوم الواحد.
أُطلقت هذه المحطة نحو الفضاء كجزءٍ من برنامج الفضاء السوفيتي للقيام بالأبحاث العلميَّة طويلة المدى في الفضاء الخارجي وبعد زوال الاتحاد السوفيتي في ديسمبر 1991 أصبحت في 25 فبراير 1992 تابعة لوكالة الفضاء الروسية الفدرالية. كان طاقم العمل في المحطة من الجنسيَّة السوفيتيَّة ولكن بعد التَّعاون الدولي مثل Interkosmos وبرنامج الفضاء الأوروبي لمير Euromir وأخيرًا برنامج شاتل-مير بين الولايات المتحدَّة الأمريكيَّة وروسيا أصبحت المحطَّة تستقبل زوَّارًا من قارَّات أُخرى كالآسيويون والأُوربيُّون وكذلك زوَّار من شمال قارة أمريكا. تدهور مدار محطَّة مير الروسيَّة في شهر مارس 2001 بعد قطع التَّمويل عنها وفي نفس العام ذكر الرئيس السابق لوكالة الفضاء الروسَّية الفدراليّة يوري كوبتيف أن تكاليف هذه المحطة هي 4.2 مليار دولار من عمر المحطَّة طوال هذه السنوات وهذه القيمة تشمل التطوير والتجميع والتشغيل لمحطَّة مير في الفضاء الخارجي.
في عام 1997 اصطدمت إحدى مركبات التموين الفضائيَّة Progress M-34 بالوحدة العلميَّة سبيكتر وتحطُّم لوح واحد من ألواح الطاقة الشَّمسيَّة الثلاثة وتسبب هذا الاصطدام باختلال عمل الأجهزة العلميَّة وكذلك عُطل وحدة سبكتر؛ وقد أدى فُقدان الطاقة إلى الانقطاعات المُتواصلة لجهاز الحاسوب فيها مما أثَّر على عمل المحطَّة وكانت هذه البداية في تدهور حالة محطَّة مير.

## نشأة المحطة
بدأ الشروع بتصميم محطة مير في 17 فبراير 1976 بتصميم وتطويرالمركبات الفضائيَّة ساليوت DOS-17K، ومنذ أن أُطلق هذا البرنامج الفضائي السوفييتي في عام 1971 خرج منه أربع مركبات فضائيَّة من طراز ساليوت وازداد العدد إلى إطلاق ثلاث مركبات فضائيَّة أُخرى من نفس الطراز خلال فترة تطوير محطة مير. كان قد تقرَّر بأنَّ الوحدة الأساسية (قاعدة مير الأساسية (DOS-7) والاحتياطيَّة Zvezda) ستحتوي على أربعة منافذ لرسو والتحام المركبات الفضائيَّة بها؛ منفذين في كلا نهايتي المحطة مير وهذا مُطابق لتصميم محطات ساليوت الفضائيَّة، أما المنفذين الأخيريين فسيكونان على جانبي المحطة مير لالتحام المركبات بها وكذلك فإنَّ وجودهما سيُمكِّنان من تطوير وتوسعة قُدرات محطة مير في المستقبل. في عام 1978 تطوَّر تصميم المحطة النهائي ليحتوي على منفذ واحد في الأمام وخمسة منافذ أُخرى بحيث أن أربعة منها موجودة في الجوانب بينما المنفذ الخامس يتواجد في الناحية الخلفيَّة للمحطة الفضائية مير.
خُطَّط في التصميم بأن تكون المنافذ قادرة على استيعاب حجم المركبة الفضائيَّة سويوز والتي يترواح حجمها إلى 7.5 طن (8.3 طن أمريكي) وكان سيتم تصميم وحدات المحطَّة (قُمرات المحطَّة) طبقًا لتصميم وحدة الدفع في سويوز والتي تتواجد في المركبات الفضائية سويوز وProgress وكذلك استبدال وحدة الهبوط والوحدة المدارية بوحدة طويلة وهي وحدة المختبر. ولكن هذا لم يتم بسبب إصدار قرار حكومي في فبراير 1979 بدمج برنامج ساليوت مع برنامج الفضاء الحربي السوفيتي ألماز وبعد هذا الدمج عُزَّزت أحجام منافذ الالتحام لاستيعاب المركبة الفضائيَّة TKS spacecraft والتي تزن 20 طن (22 طن أمريكي). كانت الشركة الروسيَّة المصنعة لمركبات الفضاء NPO Energia هي المسؤولة عن صُنع كامل محطَّة مير ومع ذلك فقد تعاقدت إنرجيا مع شركة KB Salyut لإنجاز العمل للمحطة بسبب العمل الجاري في صُنع صاروخ إنرجيا السوفيتي، ساليوت 7، سويوز-T والمركبة الفضائيَّة بروغرس. في عام 1979 بدأت شركة KB Salyut بالعمل ونُشرت التصماميم الأُولى في العامين 1982 و1983. وُضعت أنظمة جديدة في المحطَّة مثل حاسوب التحكم في الطيران الرقمي Salyut 5B وgyrodyne flywheels (المأخوذ من ألماز)، كورس "kurs" وهو نظام ملاحة راديوي عن بُعد لرسو السفن الفضائيَّة، نظام الاتصال المتمركز في القمر الاصطناعي Luch، مولِّدات الأكسجين من elektron وأخيرًا أنظمة Vozdukh السوفيتيَّة وهي أجهزة كان الهدف منها امتصاص غاز ثاني أُكسيد الكربون في المحطَّة.
في بداية عام 1984 توقف العمل على محطَّة مير وتحوَّلت جميع الموارد الماليَّة لتمويل المحطة إلى برنامج بوران الفضائي السوفيتي استعدادًا لاختبار طيران المركبة الفضائيَّة بُوران. استُؤنف التمويل المالي فيما بعد في بداية 1984 حينما أمر أمين سر اللجنة المركزيَّة للدفاع والفضاء السوفيتي مهندس الفضاء السوفيتي فالونتين غلوشكو بأن تكون مير جاهزة لدخولها المدار الخارجي للفضاء في بداية عام 1986 أثناء وقت انعقاد المؤتمر السابع والعشرون للحزب الشيوعي للاتحاد السوفييتي.
في أثناء العمل على التخطيط كان من الواضح أنه لن يحدث أن تجهز مير وفقًا للجدول الزمني لإطلاق مير والذي سيكون في بداية عام 1986 وتقرَّر في 12 أبريل من عام 1985 في يوم رواد الفضاء السوفيتي بأن تُشحن وحدة القاعدة الأساسيَّة لمير إلى مركز بايكونور الفضائي الدولي من أجل اختبار أنظمة الوحدة وعملها، ووصلت الوحدة في 6 مايو لموقع الإطلاق وأُعيدت صياغة عمل 1100 كابل من أصل 2500 بناءً على نتائج الاختبارات للنموذج في مركز الدولة للبحوث والإنتاج الفضائي خرونتشيف. في أكتوبر أُخرجت القاعدة الأساسية لمير من الغرفة النظيفة لإجراء اختبارات في الاتصالات معها. كان سيكون الإطلاق في 16 فبراير 1986 ولكن أُلغيت المُحاولة الأولى للإطلاق بسبب فشلٍ في أنظمة الاتصالات ونجحت في المُحاولة الثانية للإطلاق في 19 فبراير 1986 في الساعة 21:28:23 بالتوقيت العالمي وبذلك تمَّ التَّقيُّد بالموعد المحدَّد لاطلاق مير نحو الفضاء.

## هيكل المحطة

### التجميع
بدأ التَّجميع الأوَّلي لمحطة مير في الفضاء في 19 فبراير 1986 وذلك عن طريق الصاروخ السوفيتي الحامل للوحدة الأساسيَّة Proton-K وبنفس التَّسلسل أُضيفت أربع وحدات من أصل ستة (كڤانت-2 في 1989 وكريستال في 1990، سپيكتر في 1995 وپريرودا في 1996) إلى محطة مير في الفضاء. بدأ التجميع في أن تُطلق أوَّلًا كل وحدة بشكل مُستقل عن طريق صاروخ بروتون - ك نحو الفضاء لتُضاف إلى الوحدة الموجودة مُسبقًا في الفضاء لتُلحق بالمحطة وعندها سيكون الالتحام في المنطقة الأماميَّة للقاعدة الأساسية ومن بعد ذلك تقوم الذراع الروبوتيَّة Lyappa arm في الوحدة الجديدة ببسط ذراعها لتثبت نفسها في البوابة الخارجية للقاعدة الأساسيَّة لمير. بعد ذلك تقوم الذراع برفع الوحدة بعيدًا عن بوابة رسو السفن الفضائيَّة ومن ثم تدويرها بشكل نصف دائري قبل أن تُنزل الذراع الآليَّة الوحدة للالتحام معها. تمَّ تجهيز البوابة بمرساتي كوناس "Konus drogues" لتلبِّيان احتياج رسو المركبات الفضائيَّة عليها، وعند قدوم وحدة جديدة للمحطَّة يجب الحد من ضغط الهواء في البوابة الخارجية لرسو المركبات الفضائيَّة حتى يستطيع رُوَّاد الفضاء أن ينقلوا المرساة بشكلٍ يدوي إلى البوابة التالية المُراد استخدامها.
اتَّبعت التوسعتان الأُخريتان كڤانت-1 في 1987 ووحدة الالتحام في 1995 إجراءات مُختلفة في الالتحام مع مير فقد كانت كفانت-1 مُختلفة عن بقيَّة الوحدات الأربع سابقة الذكر في كونها لا تحتوي على مُحرِّك وأُطلقت نحو الفضاء عن طريق قَطرِها بالمركبة الفضائيَّة TKS وقد وصلت إلى النهاية الخلفيَّة للقاعدة الأساسيَّة بدلًا من بوابة الالتحام لرسو المركبة الفضائيَّة وحالما تمَّ رسو المركبة في الخلف حتى تنفصل الوحدة الجديدة من المركبة الفضائيَّة التي كانت تقطُرها. أُطلقت وحدة الالتحام نحو الفضاء عن طريق المكوك الفضائي الأمريكي أتلانتيس خلال البعثة STS-74 ودُمجت مع نظام الإرساء المتتبع. بعد ذلك التحمت أتلانتيس بالوحدة كريستال ومن ثم تركتها في الخلف حينما انفصلت عنها في وقتٍ لاحق من البعثة. رُكِّبت العديد من المكونات الخارجيَّة المختلفة في المحطة من بينها ثلاث دعامات وكذلك أُقيمت عدة تجارب وثُبِّتت عناصر أُخرى محدودة الضغط في في السطح الخارجي للمحطَّة قام روَّاد الفضاء بوضعها وقد وصل مجموع النشاط الخارجي بأجمع هو ثمانون نشاط خارج المركبة خلال تاريخ محطة مير الفضائيَّة.
عمليَّة تجميع محطة مير هي العلامة الفاصلة لبداية تصميم الجيل الثالث للمحطات الفضائيَّة وتتميز بأنها الأُولى التي تتألف من أكثر من مركبة فضائيَّة، وهذا فتح عهدًا جديدًا في الهندسة المعماريَّة في الفضاء. فقد سبقتها محطات أُخرى من الجيل الأول مثل ساليوت 1 والجيل الثاني سكاي لاب اللتان كانتا لديهما تصاميم مُتجانسة، فقد كانتا تتكونان من وحدة واحدة فقط مع عدم إمكانيَّة الإمداد، بينما المحطتان من الجيل الثاني مثل ساليوت 6 وساليوت 7 تتألفان من وحدة متجانسة مع وجود بوابتين أو منفذين لالتحام مركبة الشحن الفضائيَّة بروغرس من أجل سد النقص في المواد الاستهلاكيَّة.

### الوحدات
تتركب محطة مير من وحدة مركزية أساسيَّة وسبع وحدات مُختلفة ومتخصصة أُرسلت جميعها إلى المدار الفلكي بشكلٍ مُنفصل عن بعضها البعض على مدى عشر سنوات عن طريق الصاروخ السوفيتي الحامل Proton-K والمكوك الفضائي الأمريكي أتلانتيس لتصبح على ما كانت عليه محطة مير بشكلها النهائي.
| النموذج                                | البعثة | تاريخ الإطلاق  | الصاروخ الحامل                     | الدولة                     | صورة الوِحدة | تكوين الوحدة مع مير                    | صورة المحطَّة |  |
| -------------------------------------- | --- | -------------- | ---------------------------------- | -------------------------- | ----------- | -------------------------------------- | ----------- |  |
| قاعدة مير الأساسية (الوحدة الأساسية)   | N/A | 19 فبراير 1986 | Proton-K                           | الاتحاد السوفيتي           |             |                                        |             |  |
| قاعدة مير الأساسية (الوحدة الأساسية)   | هي مركز التَّحكم والوحدة أو القاعدة الأساسيَّة لمحطة مير يُطلق عليها أيضًا DOS-7، حجمها (20.9 طن، 13.13 م × 4.15 م) احتوت على شاشات تلفاز للتواصل مع مركز التحكم بالأرض وفيها المطبخ ومنطقة المعيشة الرئيسيَّة لأفراد الطاقم في المحطة ودورات المياه والتخزين، وكذلك الأنظمة البيئيَّة والأجهزة الرئيسيَّة للمحطَّة. احتوت منطقة المعيشة على كابينتين مُنفصلتين لرائدا الفضاء للنوم وكذلك من أجل الخصوصيَّة لهما، واحتوت الوحدة أيضًا على الأجهزة الطبيَّة اللازمة وأجهزة التمارين الرياضية والأفلام والموسيقى. تم تطويرها طبقًا لتصميمات ساليوت 6 وساليوت 7 من برنامج ساليوت ولكن احتوت على ألواح طاقة شمسية وأجهزة حاسوبيَّة أفضل من تصميمات ساليوت السابقة. تألفت من مقصورة رئيسيَّة أسطوانية الشكل ووحدة كرويَّة. فيها يُمكن للمركبتين الفضائيتين سويوز أو بروغرس الالتحام بها في الخلف لتصبح موقع لرسو السفن الفضائيَّة. |                |                                    |                            |             |                                        |             |  |
| كڤانت-1 (وحدة الفيزياء الفلكيَّة)        | EO-2 | 31 مارس 1987   | Proton-K                           | الاتحاد السوفيتي           |             | مus With Mir - GPN-2002-000078.jpgعدول |             |  |
| كڤانت-1 (وحدة الفيزياء الفلكيَّة)        | هو المرصد أو المختبر الفلكي للمحطة وأول توسعة أُضيفت لمحطة مير، يتراوح حجمه (11 طن، 5.8 م × 4.15 م). يتميَّز بتوفير البيانات والمراقبات العلميَّة من أجل عمل بحوث في مجال فيزياء المجرَّات النشطة والنُّجُوم الزَّائفة والنُّجُوم النيوترونية بالإضافة إلى عمل تجارب في التقنيَّة الحيويَّة وهو المنفذ الرَّئيسي لرسو مركبات بروغرس الفضائيَّة. يتألف من مقصورتين مضغوطتين من الهواء لعمل التجارب العلميَّة ومقصورة واحدة غير مضغوطة. يحتوي كذلك على مرصد الأشعة السينيَّة، مرصد الأشعة فوق البنفسجيَّة، كاميرا واسعة الزاوية، عمل تجارب للأشعَّة السينيَّة عالية الطاقة، كاشف للأشعة السينيَّة وغاما، وحدة سفيتلانا الكهربائيَّة. احتوى كفانت 1 على ستَّةِ مداور من أجل التَّحكم في اتجاهه. ومن الأنظمة الدَّاعمة للحياة للعيش في هذه الوحدة فقد احتوى على أنظمة روسيَّة الصُّنع داعمة للحياة مثل مزوِّد الأكسجين للوحدة وهُو مولد Elektron وجهاز Vozdukh لتنقية غاز ثاني أكسيد الكربون. |                |                                    |                            |             | مus With Mir - GPN-2002-000078.jpgعدول |             |  |
| كڤانت-2 (وحدة العلوم والتثبيت الفضائي) | EO-5 | 26 نوفمبر 1989 | Proton-K                           | الاتحاد السوفيتي           |             |                                        |             |  |
| كڤانت-2 (وحدة العلوم والتثبيت الفضائي) | هي وحدة التوسعة وتحتوي على نظام الغلق وهوالتثبيت أثناء النشاط خارج المركبة الفضائيَّة، يتراوح حجمها (18.5 طن، 13.73 م × 4.35 م). استُخدمت لتوفير بيانات البُحوث البيُولوجيَّة. هي أول وحدة مستُندة على مركبة TKS الفضائيَّة، قُسِّمت هذه الوحدة إلى ثلاث مقصورات هنَّ: نظام الغلق في أثناء النشاط خارج المركبة الفضائيَّة، حجيرة البضائع (والتي يمكن أن تكون بمثابة غرفة معادلة الضغط النسخ الاحتياطي)، وأخيرًا مقصورة التجارب العلميَّة. احتوت هذه الوحدة على أول وحدة مأهولة سوفيتيَّة للمناورة لأجل بدلة فضاء أورلان. احتوت الوحدة على نظام ماء رودنيك الروسي (Rodnik water system) لتصفية وتجديد البول وخزَّان رودنيك سعته 210 لتر من الماء المصفَّى، ودورة مياه ودش. احتوت كفانت 2 على ستَّةِ مداور لاستيعاب الزيادة الموجودة في وحدة كفانت 1. من الأجهزة العلميَّة في هذه الوحدة هي الكامير عالية الدِّقة، مطياف أجهزة استشعار الأشعَّة السينيَّة. أُقيمت في هذه الوحدة تجربة فولنا 2 لدراسة تدفق السوائل في الشعيرات الدموية، من أجل تقييم التَّصميم الجديد لخزانات الوقود في الصَّاروخ وكذلك احتوت كفانت 2 على حاضنة-2 (Inkubator-2) لحضانة وفقس طيور السمان والهدف منها هي دراسة التَّطور الجنيني في المرحلة الجنينيَّة للطيور عند حالة انعدام الوزن في الفضاء. |                |                                    |                            |             |                                        |             |  |
| كريستال (وحدة التقنيَّة)                 | EO-6 | 31 مايو 1990   | Proton-K                           | الاتحاد السوفيتي           |             |                                        |             |  |
| كريستال (وحدة التقنيَّة)                 | يتراوح حجمها (19.6 طن، 13.7 م × 4.35 م) احتوت على الألواح الشَّمسيَّة القابلة للطي والغير قابلة للطي تلبية لمُتطلبات الطَّاقة الكهربائية وداعمة لبوابات رسو المركبات الفضائيَّة. للأرصاد الفلكيَّة، ولعمل تجربارب في التقنية الحيوية باستخدام وحدة أنيور الكهربائيَّة. أمَّا القسم الثاني منها فقد احتوت على مقصورة الالتحام والتي احتوت على منفذين للالتحام تحتويان على APAS-89 أنظمة لرسو وإلتحام المركبات الفضائية والتي كان من المُفترض أن تُستخدم في البداية في مركبات بوران الفضائيَّة من ضمن برنامج بوران الفضائي السُّوفيتي ولكن بدلًا عنها استُخدمت في برنامج شاتل-مير الفضائي السُّوفيتي. تحتوي مقصورة الالتحام على كاميرا بريرودا 5 والتي استُخدمت لعمل تحارب علميَّة في موارد الأرض. احتوت كريستال على ستَّة مداور للمحافظة على استقرارها بسبب الزيادة في عدد الوحدات وأيضًا على لوحين من ألواح الطاقة الشَّمسيَّة القابلة للطَّي. |                |                                    |                            |             |                                        |             |  |
| سپيكتر (وحدة الطاقة)                   | EO-18 | 20 مايو 1995   | Proton-K                           | روسيا                      |             |                                        |             |  |
| سپيكتر (وحدة الطاقة)                   | يتراوح حجمها (19.6 طن، 13 م ×4,35 م)، استُخدمت من أجل استشعار الأرض عن بعد وبالتَّحديد العمل على دراسة الأشعَّة السينيَّة وأشعَّة غاما، كانت سبيكتر النَّمُوذة الأول من أصل ثلاثة نماذج أُطلقت من ضمن برنامج شاتل-مير. كانت مكان المعيشة لروَّاد الفضاء الأمريكيين وفيها أُقيمت تجارب علميَّة برعاية وكالة ناسا الأمريكيَّة. صُمِّمت هذه الوحدة من أجل دراسة ومراقبة النشاط البيئي للأرض عن بُعد واحتوت على معدَّات بحثيَّة وأجهزة علميَّة لدراسة الغلاف الجوي للأرض وسطحه. احتوت كذلك على أربع ألواح طاقة شمسَّة وهي تولِّد نصف الطاقة الكهربائىَّة للمحطَّة وعلى غرفة علوم معادلة الضغط لكشف التجارب في فراغ الفضاء الخارجي بشكل انتقائي. في عام 1997 حدث تصادم بين سبيكتر وإحدى مركبات التَّموين الفضائيَّة Progress M-34 وتسبب ذلك في تلف وحدة سبيكتر وأصبحت مُعرضة للفراغ الفضائي. |                |                                    |                            |             |                                        |             |  |
| وحدة الالتحام                          | EO-20 | 15 نوفمبر 1995 | مكوك الفضاء أتلانتيس (إس تي إس-74) | الولايات المتحدة الأمريكيَّة |             |                                        |             |  |
| وحدة الالتحام                          | صُمِّمت لتسهيل عملية رسو والتحام المركبات الفضائيَّة قبل أن يرسو أوَّل مكوك فضائي في بعثة الفضاء STS-71في وحدة الالتحام الجديدة كان يجب نقل وحدة كريستال في كل مرَّة تأتي مركبة فضائيَّة من أجل وضع مساحة كافية لرسو والتحام مركبة أتلانتيس وبين ألواح الطاقة الشَّمسيَّة في محطة مير ولكن مع إضافة وحدة الالتحام لم يعد هُناك حاجة إلى تحريك وحدة كريستال من أجل إفساح المجال لرسو والتحام المركبة. احتوت هذه الوحدة على نوعين مُتماثلين من أنظمة APAS-89 إحداهُما موجودة في الناحية البعيدة لبوابة الالتحام في كريستال. |                |                                    |                            |             |                                        |             |  |
| پريرودا (وحدة الاستشعار عن بُعد)        | EO-21 | 26 أبريل 1996  | Proton-K                           | روسيا                      |             |                                        |             |  |
| پريرودا (وحدة الاستشعار عن بُعد)        | يتراوح حجمها (19.7 طن)، وهي النموذج السابع والأخير لمحطَّة مير، استُخدمت من أجل استشعار الأرض عن بعد وتخصصت في رصد المشاكل البيئيَّة ودراسة تركيز الأوزون ولمعرفة درجة حرارة السُّحب والمحيطات. بالإضافة إلى تطوير وسائل الاستشعار عن بُعد. في هذه الوحدة قُدمت تجارب علميَّة من قبل أثنا عشرة دولة مُختلفة. غطَّت موجات الميكرويف، الأشعَّة المرئيَّة القريبة من التحت حمراء والمناطق الطيفيَّة للأشعة تحت الحمراء باستخدام كل أساليب الرَّنين السلبية والإيجابية. يضم النموذج أقسام مضغوطة وغير مضغوطة الهواء واحتوت على طبق رادار خارجي كبير |                |                                    |                            |             |                                        |             |  |

### المركبات
| المركبة                       | | تاريخ الإطلاق | الصاروخ الحامل | الدولة                        | صورة المركبة |
| ----------------------------- | --- | ------------- | -------------- | ----------------------------- | ------------ |
| Progress M-34 (مركبة التَّموين) | | 6 أبريل 1997  | Soyuz-U        | روسيا                         |              |
| Progress M-34 (مركبة التَّموين) | يتراوح حجمها (6.8 طن، 7 م ×7.2 م) وهي مركبة غير مأهولة لنقل البضائع ولإعادة تزويد المحطة بالمواد التَّموينيَّة، وهي تأخذ المخلفات أو النفايات وكذلك البيانات العلميَّة إلى الأرض. سعة حمولتها في المقصورات الثلاثة هي 2400 كغم، القسم المداري (قسم كروي لرسو والتحام السفن)، عربة السَّوائل (تعمل بالوقود وتزويد الهواء) وقسم الأجهزة (قسم المعدات والمحركات الصَّروخيَّة). |               |                |                               |              |
| Soyuz (مركبة فضائيَّة)          | | 1986          | Soyuz-U        | الاتحاد السوفيتي ومن ثم روسيا |              |
| Soyuz (مركبة فضائيَّة)          | يتراوح حجمها (6.8 طن، 7 م ×2.6 م) وهي وسيلة الانتقال الرئيسيَّة للرُّوَّاد والبضائع في محطَّة مير، تتكون من ثلاثة مقصورات هنَّ الوحدة المداريَّة ووحدة الهبوط وأخيرًا وحدة القياس. |               |                |                               |              |

### عناصر غير مضغوطة

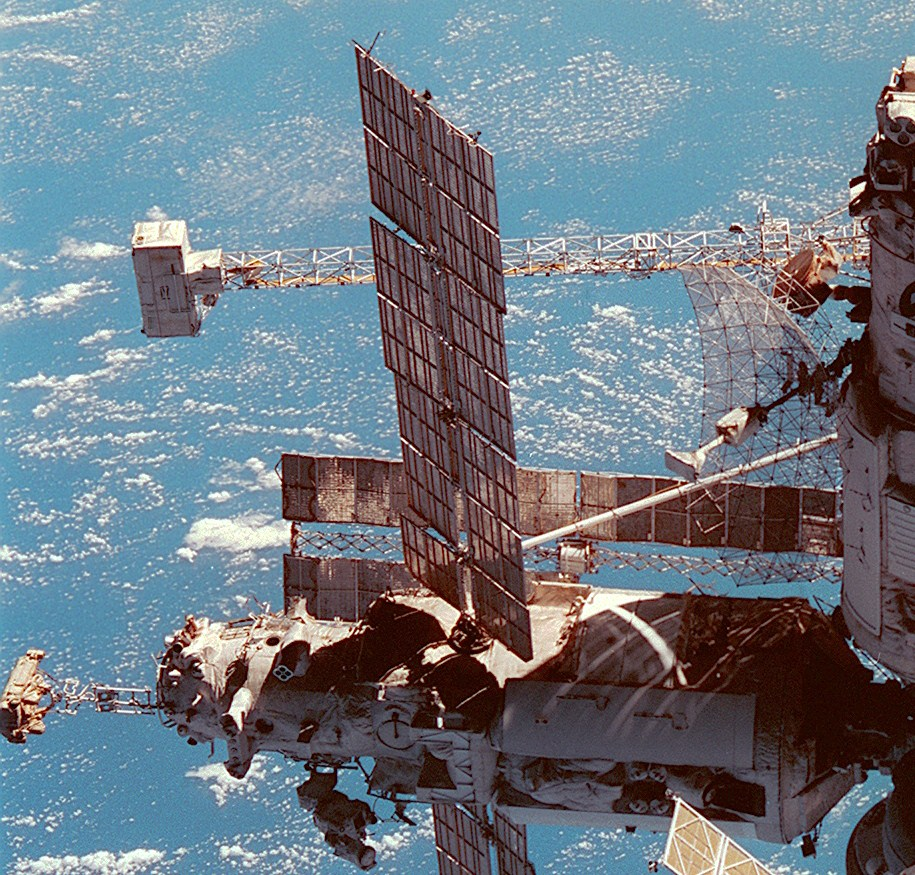
منظر للمحطة الفضائيّة الروسيّة مير وفيها تظهر الوحدات الغير مضغوطة الرئيسيّة وهي هوائي الرادار "عارضة سوفورا" وهو هيكل كبير يشبه السقالات يتواجد خلف كفانت-2. الصورة 12 يونيو 1998.

كان لدى مير عناصر أخرى غير تلك الوحدات المضغوطة والتي شكّلت هيكل المحطة الفضائية من بين المكونات الخارجية وأكبرها هو هوائي الرادار أو ما كانت تُسمى «عارضة سوفورا» وهو هيكل كبير يتكون من 20 قطعة متجمعة مع بعضها تشبه السقّالات تقع على بُعد 14 كيلومترا من وحدة المرصد الفلكي كڤانت-2. احتوت على على كتلة ذاتية الدفع وVDU "Vynosnaya Dvigatyelnaya Ustanovka" أو ما يُسمى بوحدة المحرك الخارجي.

## التعاون الدولي

### زوار المحطّة الآخرون
- الصحفي تويوهيرو أكياما في بعثة كوزمو ريبورتر أو "صحفي الفضاء"  [لغات أخرى]‏ - (1990)  اليابان
- كريس هادفيلد في بعثة إس تي إس- 74 - (1995)  كندا [20]
- في عام 1999 كاد أن يزور المحطة الفضائية مير رجل الأعمال البريطاني بيتر رودني ليولين بعد أن أبرم عقدًا خاصًا لزيارتها مقدار قيمته 100 مليون دولار، ولكن بسبب أسباب مالية من قبله فشل العقد.[21][22]

## أهمية المحطة
لقد منحت هذه المحطة ريادة خاصة للروس في مجال علوم الفضاء وساعدتهم علي القيام بعدد من التجارب والاختبارات في ظروف انعدام الوزن وغياب العوامل الأرضية التقليدية ولقد انتهت مدة صلاحيتها بعد عشر سنوات من عملها وسقطت في المحيط الهادئ في 20 مارس 2001 م
كانت العمليات التي أجرتها أطقم المحطة طوال ما يربو على 12 عاماً من المهمات الفضائية تجربة بالغة الأهمية في اكتشاف الفضاء القريب، سمحت بتطوير تقنيات دعم للرحلات طويلة الأمد وهيأت لتطوير المحطة الفضائية الدولية، استغرق بناء كامل المحطة مير قرابة عشر سنوات (1986ـ1996). وقد وقَّعت روسيا ووكالة الفضاء الأمريكية في عام 1994 اتفاقاً يقضي بتسيير سبع مهمات إلى مير باستخدام مكوك الفضاء حتى عام 1998.
وضع الروس مير على مدار تراوح ارتفاعه بين 320 إلى 420كم، ومائل 51.6 درجات بالنسبة لخط الاستواء، وذلك في العشرين من شباط عام 1986. وأسهمت أكثر من 200 شركة ومنظمة في تطوير المحطة مير والبنية التحتية الأرضية المرتبطة بها، وعلى رأسها إس بي كوروليف روكيت وشركة الفضاء إنرجيا [الإنجليزية] . وكان أول رائدي فضاء أقاما في المحطة ليونيد كيزيم وفلاديمير سولوفيوف، وذلك في الخامس عشر من آذار/مارس عام 1986، عندما التحمت مركبتهما سويوز تي 15 بالمحطة المدارية مير. وقد زار مير 96 رائد فضاء كان من بينهم رائد الفضاء السوري محمد فارس، وكان ذلك في تموز/يوليو من عام 1987 حين أمضى أسبوعاً على متنها. وقد استخدمت 27 سفينة فضاء من نوع (سويوز تي أم) في سبيل نقل رواد الفضاء أولئك إلى المحطة مير. ونُفذت على متن المحطة بدءاً من عام 1987 برامج أبحاث دولية أسهم فيها رواد فضاء من فرنسا وسورية وأفغانستان وبلغاريا واليابان وبريطانيا وألمانيا وأستراليا والولايات المتحدة الأمريكية وكندا والدول الأعضاء في وكالة الفضاء الأوروبية.
تبلغ الكتلة الكلية للمحطة مير أكثر من 136 طناً (مع سفينتي فضاء ملتحمتين)، أما طولها (القسم المركزي مع وحدة كفانت والسفينتين الملتحمتين) فيبلغ 33م.

## نهاية المحطة
وعندما عجزت وكالة الفضاء الروسية عن تحمل تكاليف المحافظة على مير، قررت بالاشتراك مع وكالة الفضاء الأمريكية التخلص من المحطة بغية تركيز الجهود على المحطة الفضائية الدولية. وعلى الرغم من قيام شركة خاصة ومجموعة من النشطاء بتنظيم حملة لإنقاذ المحطة مير وإصلاحها ثم تحويل ملكيتها إلى القطاع الخاص، إلا أن وكالة الفضاء الروسية قررت في 16 تشرين الثاني 2000 إنهاء عملها. وجرى في شباط 2001 تشغيل المحركات الصاروخية على متن مير لإبطاء حركتها فدخلت بعدها الغلاف الجوي للأرض واحترقت وتفككت، وسقطت بعض أشلاء مير جنوبي المحيط الهادئ على بعد 1667كم شرق أستراليا.